# ماتئوس کلیچ
ماتئوس کلیچ (انگلیسی: Mateusz Klich؛ زادهٔ ۱۳ ژوئن ۱۹۹۰) بازیکن فوتبال اهل لهستان است.
از باشگاه‌هایی که در آن بازی کرده‌است می‌توان به باشگاه فوتبال پک زووله، باشگاه فوتبال کایزرسلاوترن، و باشگاه فوتبال وولفسبورگ اشاره کرد.
وی همچنین در تیم‌های ملی فوتبال زیر ۲۰ سال لهستان، زیر ۲۱ سال لهستان، و لهستان بازی کرده‌است.